# 張淑勵
張淑勵（1505年—？），字自勉，號慈峰，山西太原府盂縣人，民籍，明朝政治人物。

## 生平
嘉靖十六年（1537年）丁酉科山西鄉試第二名舉人。嘉靖二十年（1541年）中式辛丑科會試第二百六十九名，登第三甲第一百五十二名進士。授山東歷城縣知縣，嘉靖二十六年（1547年）選江西道監察御史，嘉靖二十九年（1550年）陞河南按察司僉事。

## 家族
曾祖張廣，縣主簿；祖父張宗政；父張珍，母李氏。具庆下。